# Bahnstrecke Lowell–Nashua
| Gesellschaft: | PAR                    |                                                        |                                                        |
| Streckenlänge: | 20,12 km               |                                                        |                                                        |
| Spurweite: | 1435 mm (Normalspur)   |                                                        |                                                        |
| Zweigleisigkeit: | früher gesamte Strecke |                                                        |                                                        |
| |                        |                                                        |                                                        |
| \| \| \| \| \| \| \| \| von Boston \| \| \| \| 0,00 \| Lowell MA Gallagher Terminal (früher Middlesex Street) \| Lowell MA Gallagher Terminal (früher Middlesex Street) \| \| \| \| nach Lowell Merrimack Street \| \| \| \| 2,05 \| North Chelmsford MA \| North Chelmsford MA \| \| \| \| nach Ayer \| \| \| \| 5,11 \| Vesper Club MA \| Vesper Club MA \| \| \| 7,78 \| Tyngsboro MA (früher Tyngsboro&Dunstable) \| Tyngsboro MA (früher Tyngsboro&Dunstable) \| \| \| 12,72 \| South Nashua NH (früher Littles) \| South Nashua NH (früher Littles) \| \| \| \| Nashua NH Güterbf. \| \| \| \| \| von Rochester \| \| \| \| \| nach Concord \| \| \| \| 18,80 \| Nashua NH Union Station (früher Nashua Jct.) \| Nashua NH Union Station (früher Nashua Jct.) \| \| \| \| nach Worcester und North Acton \| \| \| \| \| Strecke Nashua–North Acton \| \| \| \| \| Nashua River \| \| \| \| 20,12 \| Nashua NH City Station (früher Nashua) \| Nashua NH City Station (früher Nashua) \| \| \| \| nach Greenfield \| \| |                        |                                                        |                                                        |
| |                        |                                                        |                                                        |
| Strecke |                        | von Boston                                             | von Boston                                             |
| Bahnhof | 0,00                   | Lowell MA Gallagher Terminal (früher Middlesex Street) | Lowell MA Gallagher Terminal (früher Middlesex Street) |
| Abzweig geradeaus und ehemals nach rechts |                        | nach Lowell Merrimack Street                           | nach Lowell Merrimack Street                           |
| Dienststation / Betriebs- oder Güterbahnhof | 2,05                   | North Chelmsford MA                                    | North Chelmsford MA                                    |
| Abzweig geradeaus, nach links und von links |                        | nach Ayer                                              | nach Ayer                                              |
| ehemaliger Haltepunkt / Haltestelle | 5,11                   | Vesper Club MA                                         | Vesper Club MA                                         |
| Dienststation / Betriebs- oder Güterbahnhof | 7,78                   | Tyngsboro MA (früher Tyngsboro&Dunstable)              | Tyngsboro MA (früher Tyngsboro&Dunstable)              |
| ehemaliger Haltepunkt / Haltestelle | 12,72                  | South Nashua NH (früher Littles)                       | South Nashua NH (früher Littles)                       |
| Dienststation / Betriebs- oder Güterbahnhof |                        | Nashua NH Güterbf.                                     | Nashua NH Güterbf.                                     |
| Abzweig geradeaus und ehemals von rechts |                        | von Rochester                                          | von Rochester                                          |
| Abzweig geradeaus und nach rechts |                        | nach Concord                                           | nach Concord                                           |
| Dienststation / Betriebs- oder Güterbahnhof | 18,80                  | Nashua NH Union Station (früher Nashua Jct.)           | Nashua NH Union Station (früher Nashua Jct.)           |
| Abzweig geradeaus und ehemals nach links |                        | nach Worcester und North Acton                         | nach Worcester und North Acton                         |
| Kreuzung (Querstrecke außer Betrieb) |                        | Strecke Nashua–North Acton                             | Strecke Nashua–North Acton                             |
| Brücke über Wasserlauf |                        | Nashua River                                           | Nashua River                                           |
| ehemaliger Bahnhof | 20,12                  | Nashua NH City Station (früher Nashua)                 | Nashua NH City Station (früher Nashua)                 |
| Strecke |                        | nach Greenfield                                        | nach Greenfield                                        |

Die Bahnstrecke Lowell–Nashua ist eine Eisenbahnverbindung in Massachusetts und New Hampshire (Vereinigte Staaten). Sie ist 20 Kilometer lang und verbindet die Städte Lowell und Nashua miteinander. Die Strecke wird durch die Pan Am Railways ausschließlich im Güterverkehr betrieben.

## Geschichte
Bereits 1835 wurde die Nashua and Lowell Railroad gegründet. Im gleichen Jahr war die Bahnstrecke Boston–Lowell eröffnet worden. Der aufstrebende Industriestandort Nashua sollte an diese Strecke angeschlossen werden. 1837 begannen die Bauarbeiten und am 8. Oktober 1838 ging der knapp 13 Kilometer lange Abschnitt von Lowell nach South Nashua in Betrieb. Am 23. Dezember des gleichen Jahres war der Endbahnhof in Nashua erreicht. 
Nachdem wenige Jahre später die Concord Railroad die Bahnstrecke Nashua–Concord eröffnet hatte, stiegen die Verkehrszahlen rapide an, sodass bis 1848 die gesamte Strecke zweigleisig ausgebaut wurde. Die Concord hatte in Nashua einen eigenen Endbahnhof am Zusammenfluss von Nashua River und Merrimack River gebaut. Neben der Abzweigstelle baute auch die Nashua&Lowell eine Station, über die die Fahrgäste nach Concord umsteigen konnten. Aus diesen beiden Bahnhöfen wurde später die Nashua Union Station, der Endbahnhof der Nashua&Lowell wurde in Nashua City Station umbenannt und blieb weiterhin Endstation für die in Nashua endenden Züge aus Boston. Züge, die in Richtung Concord durchliefen, bogen direkt an der Union Station auf diese Strecke ab. Ab 1880 führte die Boston and Lowell Railroad den Betrieb auf der Bahnstrecke, gefolgt von der Boston and Maine Railroad sieben Jahre später, die die Strecke aufkaufte. Ab dieser Zeit verkehrten über den südlichsten Abschnitt von Lowell bis North Chelmsford zusätzliche Expresszüge aus Richtung Maine, die dort in Richtung New York abbogen.
In den 1950er Jahren wurde die Strecke mangels Verkehr wieder auf ein Gleis zurückgebaut. Expresszüge verkehrten letztmals am 4. Januar 1965, lokale Personenzüge hielten sich noch bis 30. Juni 1967. Vom 28. Januar 1980 bis 28. Februar 1981 verkehrte mit finanzieller Unterstützung des Staates New Hampshire zweimal täglich ein Personenzug auf der Relation Concord–Boston über die Strecke. Er hielt entlang der Bahnstrecke nur in Nashua und Lowell. Die Fahrzeiten waren jedoch weder zu Bussen noch zu Privatfahrzeugen konkurrenzfähig, sodass der Betrieb nach Auslaufen des Subventionsvertrags eingestellt wurde. Seit 1983 gehört die Bahnstrecke der Guilford Transportation, die seit 2006 unter dem Namen Pan Am Railways firmiert. Der Abschnitt von Nashua Union Station bis Nashua City Station wird heute als Teil der Nebenstrecke nach Greenfield betrieben.

## Streckenbeschreibung
Die Strecke beginnt in Lowell am Gallagher Terminal, wo sie von der Bahnstrecke Boston–Lowell abzweigt. Sie führt am Westufer des Merrimack River entlang nordwärts. In North Chelmsford zweigt über ein Gleisdreieck die Bahnstrecke North Chelmsford–Ayer ab, die auch heute noch eine wichtige Querverbindung darstellt. Im weiteren Verlauf der Strecke wird der Ort Tyngsboro durchfahren und danach die Staatsgrenze zwischen Massachusetts und New Hampshire. Kurz darauf ist Nashua erreicht. An der Union Station biegt die Strecke vom Merrimack River nach Westen ab, überquert den hier einfließenden Nashua River und führt entlang dieses Flusses bis zum Endbahnhof im Zentrum der Stadt. Die Fortsetzung der Strecke bildet die Bahnstrecke Nashua–Greenfield.